# Непомусену
Непомусену (порт. Nepomuceno) — муниципалитет в Бразилии, входит в штат Минас-Жерайс. Составная часть мезорегиона Кампу-дас-Вертентис. Входит в экономико-статистический микрорегион Лаврас. Население составляет 25 379 человек на 2006 год. Занимает площадь 582,033 км². Плотность населения — 43,6 чел./км².
Праздник города — 30 августа.

## История
Город основан 30 августа 1911 года.
В городе построен один из кампусов Федерального центра технического образования Минас-Жерайс — одного из ведущих бразильских учебных заведений в сфере технологий.

## Статистика
- Валовой внутренний продукт на 2003 год составляет 111 396 845,00 реалов (данные: Бразильский институт географии и статистики).
- Валовой внутренний продукт на душу населения на 2003 год составляет 4434,06 реалов (данные: Бразильский институт географии и статистики).
- Индекс развития человеческого потенциала на 2000 год составляет 0,747 (данные: Программа развития ООН).

## География
Климат местности: горный тропический.